# Монтефьоре-Конка
Монтефьоре-Конка (итал. Montefiore Conca) —  коммуна в Италии, располагается в регионе Эмилия-Романья, подчиняется административному центру Римини. 
Население составляет 1766 человек, плотность населения составляет 80 чел./км². Занимает площадь 22 км². Почтовый индекс — 47040. Телефонный код — 0541.
Покровителем коммуны почитается святой апостол Павел, празднование 25 января.